# Eurovision Song Contest 1973
Il diciottesimo Gran Premio Eurovisione della Canzone si tenne a Lussemburgo il 7 aprile 1973.

## Storia
Nel 1973 Malta (dopo due ultimi posti) e Austria decisero di non partecipare al concorso, mentre Israele, il primo paese non europeo, ma comunque membro dell'EBU, fece il suo debutto, così da richiedere un rinforzo nelle misure di sicurezza; si classificò al quarto posto. Il gruppo svedese "Malta" cambiò il suo nome per non essere confuso con l'isola, sebbene questa non partecipasse. Modificata la regola sulla lingua nella quale la canzone doveva essere interpretata: i partecipanti furono lasciati liberi di scegliere in quale idioma cantare.
Il Lussemburgo conquistò, ancora, il primo posto con Tu te reconnaitras, interpretata da Anne-Marie David; per la terza volta di seguito vinse quindi una canzone in francese. Il noto artista Patrick Juvet, rappresentante della Svizzera, si classificò al dodicesimo posto con Je vais me marier, Marie, mentre Cliff Richard ritornò al Gran Premio dell'Eurovisione con il brano Power to All Our Friends, per il Regno Unito, posizionandosi terzo. Massimo Ranieri, alla sua seconda partecipazione con il brano Chi sarà con te, si classificò per l'Italia al tredicesimo posto.

## Stati partecipanti

Stati partecipanti
Paesi che hanno partecipato in passato ma non nel 1973

Stati partecipanti
     Paesi che hanno partecipato in passato ma non nel 1973
| Stato                       | Artista            | Brano                    | Lingua            | Processo di selezione                                                             |
| --------------------------- | ------------------ | ------------------------ | ----------------- | --------------------------------------------------------------------------------- |
| Belgio                      | Nicole & Hugo      | Baby, Baby               | Olandese          | Eurosong 1973, 25 febbraio 1973                                                   |
| Finlandia                   | Marion Rung        | Tom Tom Tom              | Inglese           | Euroviisukarsinta 1973, 3 gennaio 1973                                            |
| Francia                     | Martine Clemenceau | Sans toi                 | Francese          | Finale nazionale, 6 marzo 1973                                                    |
| Germania                    | Gitte              | Junger Tag               | Tedesco           | Ein Lied für Luxemburg, 21 febbraio 1973                                          |
| Irlanda                     | Maxi               | Do I Dream               | Inglese           | National Song Contest 1973                                                        |
| Israele                     | Ilanit             | Ey Sham                  | Ebraico           | Interno                                                                           |
| Italia                      | Massimo Ranieri    | Chi sarà con te          | Italiano          | Canzonissima 1972 per l'artista, 6 gennaio 1973; Scelta interna per il brano      |
| Jugoslavia                  | Zdravko Čolić      | Gori vatra               | Serbo-Croato      | Opatija Festival 1973                                                             |
| Lussemburgo (organizzatore) | Anne-Marie David   | Tu te reconnaîtras       | Francese          | Interno                                                                           |
| Norvegia                    | Bendik Singers     | It's Just a Game         | Inglese, Francese | Melodi Grand Prix 1973, 17 febbraio 1973                                          |
| Paesi Bassi                 | Ben Cramer         | 'De oude muzikant        | Olandese          | Interno per l'artista; Nationaal Songfestival 1973 per il brano, 28 febbraio 1973 |
| Portogallo                  | Fernando Tordo     | Tourada                  | Portoghese        | Festival da Canção 1973, 26 febbraio 1973                                         |
| Principato di Monaco        | Marie              | Un train qui part        | Francese          | Interno                                                                           |
| Regno Unito                 | Cliff Richard      | Power to All Our Friends | Inglese           | Interno per l'artista; A Song For Europe 1973 per il brano, 24 febbraio 1973      |
| Spagna                      | Mocedades          | Eres tú                  | Spagnolo          | Interno                                                                           |
| Svezia                      | Nova & The Dolls   | You're Summer            | Inglese           | Melodifestivalen 1973, 10 febbraio 1973                                           |
| Svizzera                    | Patrick Juvet      | Je vais me marier, Marie | Francese          | Concours Eurovision 1973, 16 febbraio 1973                                        |

## Struttura di voto
Ogni paese ha due giurati, uno sotto e uno sopra i venticinque anni, che votano ogni canzone con punti dall'uno al cinque.

## Orchestra
Diretta dai maestri: Esad Arnautalic (Jugoslavia), Francis Bay (Belgio), Juan Carlos Calderón (Spagna), Pierre Cao (Lussemburgo), Jean Claudric (Francia), Carsten Klouman (Norvegia), Monica Dominique (Svezia), Nurit Hirsh (Israele), David MacKay (Regno Unito), Colman Pearce (Irlanda), Jorge Costa Pinto (Portogallo), Enrico Polito (Italia), Hervé Roy (Svizzera), Ossi Runne (Finlandia), Günther-Eric Thöner (Germania), Harry van Hoof (Paesi Bassi) e Jean-Claude Vannier (Monaco).

## Classifica
| N° | Stato                | Cantante           | Canzone                  | Punti | Posizione |
| -- | -------------------- | ------------------ | ------------------------ | ----- | --------- |
| 01 | Finlandia            | Marion Rung        | Tom, Tom, Tom            | 93    | 6         |
| 02 | Belgio               | Nicole & Hugo      | Baby, Baby               | 58    | 17        |
| 03 | Portogallo           | Fernando Tordo     | Tourada                  | 80    | 10        |
| 04 | Germania Ovest       | Gitte              | Junger Tag               | 85    | 8         |
| 05 | Norvegia             | Bendik Singers     | It's Just a Game         | 89    | 7         |
| 06 | Principato di Monaco | Marie              | Un train qui part        | 85    | 8         |
| 07 | Spagna               | Mocedades          | Eres tú                  | 125   | 2         |
| 08 | Svizzera             | Patrick Juvet      | Je vais me marier, Marie | 79    | 12        |
| 09 | Jugoslavia           | Zdravo Čolić       | Gori vatra               | 65    | 15        |
| 10 | Italia               | Massimo Ranieri    | Chi sarà con te          | 74    | 13        |
| 11 | Lussemburgo          | Anne-Marie David   | Tu te reconnaîtras       | 129   | 1         |
| 12 | Svezia               | Nova & The Dolls   | You're Summer            | 94    | 5         |
| 13 | Paesi Bassi          | Ben Cramer         | De oude muzikant         | 69    | 14        |
| 14 | Irlanda              | Maxi               | Do I Dream?              | 80    | 10        |
| 15 | Regno Unito          | Cliff Richard      | Power to All Our Friends | 123   | 3         |
| 16 | Francia              | Martine Clémenceau | Sans toi                 | 65    | 15        |
| 17 | Israele              | Ilanit             | Ey sham                  | 97    | 4         |

10 punti
| N. | A           | Da                             |
| -- | ----------- | ------------------------------ |
| 3  | Lussemburgo | Francia, Regno Unito, Svizzera |
| 3  | Spagna      | Irlanda, Italia, Paesi Bassi   |
| 2  | Regno Unito | Lussemburgo, Paesi Bassi       |